# GMM Grammy
GMM Grammy (tailandés: จีเอ็มเอ็ม แกรมมี่) es el conglomerado de medios de entretenimiento más grande de Tailandia. Fundado por Paiboon Damrongchaitham y Rewat Buddhinan Nannadda el 11 de noviembre de 1983 en el conglomerado confluyen varios grupos de negocios diversos. Entre ellas se incluyen sellos discográficos musicales, medios de comunicación, producción de películas, proveedor de servicios digitales, canales de televisión vía satélite, estaciones de radio, medios impresos, organización de eventos, producción de conciertos, gestión de artistas y la publicación.

## Accionistas principales
| Posición | Accionistas principales (a 6 de diciembre de 2022) | Nº de acciones | % del Capital |
| -------- | -------------------------------------------------- | -------------- | ------------- |
| 1        | Fah Damrongchaitham Co., Ltd                       | 426,774,344    | 52.05         |
| 2        | Mr. Thaveechat Jurangkool                          | 134,635,723    | 16.42%        |
| 3        | Mr. Nuttapol Jurangkool                            | 81,122,700     | 9.89%         |
| 4        | Mrs. Hathairatn Jurangkool                         | 51,573,500     | 6.29%         |
| 5        | Mr. Komol Juangroongruangkit                       | 22,720,000     | 2.77%         |
| 6        | UOB Kay Hian (Hong Kong) Limited – Client Account  | 17,932,520     | 2.19%         |
| 7        | Bangkok Bank Public Co., Ltd                       | 12,278,693     | 1.50%         |
| 8        | Thailand Securities Depository Co., ltd            | 5,216,651      | 0.64%         |
| 9        | Mr. Takonkiet Viravan                              | 5,059,236      | 0.62%         |
| 10       | Bualuang Equity RMF                                | 4,830,400      | 0.59%         |

## División musical

### Sellos discográficos
GMM Grammy incluye 15 sellos discográficos subsidiarios:
- Genie Records
- Grammy Gold (música Luk thung).
- Grammy Big
- Sanamluang Music
- UP^G
- White Music
- Musiccream
- Nevermind Records
- WerkGang
- Grand Musik
- Halo Society
- MBO
- GMMTV Records
- GMM A
- Exact Music
- Genelab

Las compañías GMMTV Recrods y GMM A son dos sellos adscritos a GMM Channel Digital TV mientras que Exact Music está adscrita a GMM One Digital TV. De la fabricación y distribución se encarga una empresa llamada MGA Co. Ltd. No obstante en Tailandia también opera una cadena de tiendas de discos, llamada Imagine, que también es un minorista propiedad de la empresa matriz. La edición y publicación de música corre a cargo de GMM Music Publishing International Co., Ltd., mientras que la música y las licencias para su comercialización en el circuito de karaoke está a cargo de una empresa denominada Clean Karaoke.

### Catálogo de artistas

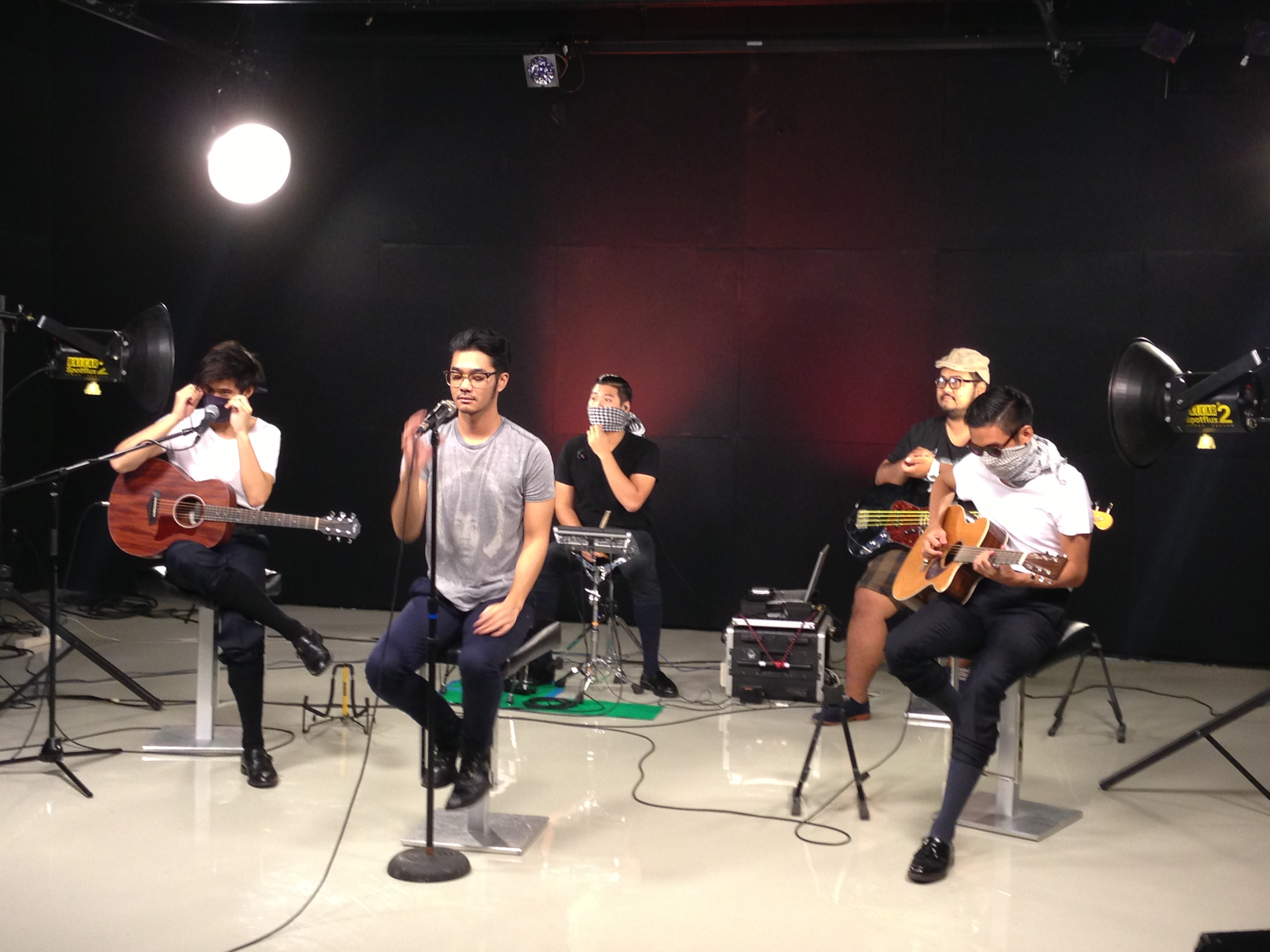
El grupo Getsunova

Algunos de los artistas que han formado o integran la nómina de GMM Grammy incluyen:
- 25 Hours
- AB Normal
- Asanee-Wasan
- Bie The Star
- Big Ass
- Bee Namthip
- Bodyslam
- Boy Peacemaker
- Buddha Bless
- China Dolls
- Chinawut Indracusin
- Clash
- Dome Jaruwat
- Endorphine
- Fharenheit
- Gam Wichayanee
- Getsunova
- Grand The Star
- Got Jakrapun Arbkornburi
- Golf & Mike
- Gun Napat Injaieua
- Instinct
- Jannine Weigel (Ploychompoo)
- Jetrin Wattanasin
- Jintara Poonlarp
- Joey Boy
- Kala
- Klear
- Lomosonic
- Mad Monkey
- Marsha Vadhanapanich
- MilkShake
- Miriam B5
- Muzu
- New Jiew
- Noona
- Olives
- Palitchoke Ayanaphutra
- Palapol
- Palmy
- Paradox
- Parata
- Peter Corp Dyrendal
- Pongsak Rattanapong (Aof)
- Pop Pongkool
- Potato
- Retrospect
- Rose Sirinthip
- Sathean Tummue
- Saranya
- Saranyu Winaipanit (Ice)
- SDF (Sex Drug Family)
- Silly Fools
- So cool
- Soundcream
- Sweet Mullet
- Taxi
- Thanapat Kawila
- The Mousses
- The Yers
- Three Man Down
- Tik Shiro
- Tilly Birds
- Thongchai McIntyre
- Yes'sir Days